# Санаторий «Сосновый Бор»
Санато́рий «Сосно́вый Бор» — посёлок в составе Полянского сельского поселения в Выборгском районе Ленинградской области.

## История санатория и посёлка
Санаторий был построен на личные средства доктора медицины Владимира Александровича Дитмана (архитектор А.-В. Ф. Петцольд) на территории финского имения Халила, по имени которого и был назван, и открыт в июне 1889 года. Это был первый санаторий для больных туберкулёзом, находящийся вблизи от Петербурга. В 1891 году санаторий был закрыт в связи с финансовыми трудностями его содержания. 12 мая 1892 года санаторий и прилегающие к нему земли приобрёл за 100 тыс. руб. (243 тыс. финских марок) в собственность канцелярии Его Императорского Величества Александр III, благодаря чему лечебница возобновила работу.
В 1892—1917 годы в санатории были реконструированы и построены:
- деревянная, на гранитном цоколе, православная церковь (1892, архитектор Е. Л. Лебурде), освящённая во имя Святого Благоверного князя Александра Невского➤;
- Александровское отделение (здание санатория доктора Дитмана); перед его фасадом был установлен бюст «державного основателя санатория — Александра III» (скульптор Р. Р. Бах)[К 1];
- Мариинское отделение на 24 места, предназначенное для лечения воспитанниц институтов Ведомства императрицы Марии (1894, архитектор Е. Л. Лебурде);
- Николаевское отделение — 3-этажное, с балконами, верандами и смотровой башней, с лечебными кабинетами и комнатами для больных (1895—1897, архитектор Е. Л. Лебурде);
- Новое Александровское отделение (1913—1915, архитектор А. Шульман);  памятник архитектуры (федеральный)[2][К 2].

В начале XX века «Императорская санатория» представляла собой лечебный городок из 105 зданий на 500 десятинах со своей электростанцией, аптекой, почтой и телеграфом, собственным водопроводом и канализацией, со своим подсобным хозяйством. Санаторий предоставлял бесплатное лечение больным всех сословий.
С принятием Декларации независимости Финляндии (4 декабря 1917) и признанием независимости Финляндии Советским правительством (18 [31] декабря 1917) санаторий (здания, имущество, земля) перешёл финскому государству.
С 24 декабря 1917 (6 января 1918) по 28 декабря 1917 (10 января 1918) по совету Я. А. Берзина в санатории отдыхал В. И. Ленин. По мнению И. В. Сталина, наркома по делам национальностей, поездка считалась безопасной, так как обстановка в Финляндии контролировалась пробольшевистским Финским территориальным комитетом (председатель — И. Т. Смилга). В. И. Ленин с женой и сестрой в сопровождении двух телохранителей и Э. А. Рахьи, комиссара Финляндского вокзала, прибыли поездом на станцию Уусикиркко, откуда на санях добрались до санатория. За эти несколько дней В. И. Ленин написал три статьи о рабочем движении. По счастливой случайности сорвалось покушение на него: исполнители (Н. Н. Мартьянов и Я. Тягунов) прибыли в Халила спустя буквально 2 часа после отъезда оттуда В. И. Ленина. Через 4 дня В. И. Ленин был обстрелян в Петрограде другими исполнителями.
В соответствии со статьёй 30 Мирного договора между РСФСР и Финляндией (1920) жителям Петрограда и его окрестностей на 10 лет гарантировалось право использования половины больничных мест в санатории «Халила» на одинаковых условиях с финляндскими гражданами. В 1920 году в санатории Халила были размещены 900 детей, вывезенных американским Красным Крестом из Восточной Сибири в Петроград.
В начале 1920-х годов санаторий был крупнейшим в Финляндии (в 1920 году — около 100 коек, в 1927—270, позднее — 320), в котором малообеспеченные пациенты лечились за государственный счёт.

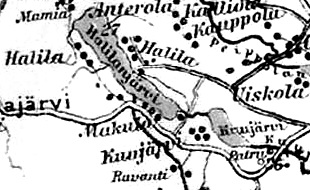
Деревня Халила на финской карте 1923 года

В 1928 году с судебным иском к финляндскому правительству обратилась великая княгиня Ксения Александровна Романова, находившаяся в эмиграции в Англии, с целью оспорить право собственности на санаторий; к иску присоединилась княгиня Н. С. Брасова, опекунша своего сына князя Георгия. По мировому соглашению Финляндия возместила наследникам 15 000 ф. ст., которые в 1933 году были тайно переданы в английский банк при посредничестве главы Финляндского банка Ристо Рюти.
С июля 1944 года на территории санатория была открыта туберкулёзная больница на 225 коек, с 1947 года в отремонтированном здании Нового Александровского отделения возобновил работу Ленинградский туберкулёзный санаторий «Халила» (с 1949 года — санаторий «Сосновый Бор»). В 1950—1980-е годы были построены малый лечебный корпус, многоквартирный дом для сотрудников; восстановлено подсобное хозяйство.
Согласно административным данным 1966, 1973 и 1990 годов посёлок Санаторий «Сосновый Бор» входил в состав Полянского сельсовета Выборгского района.
В 1997 году в посёлке Санаторий «Сосновый Бор» Полянской волости проживал 651 человек, в 2002 году — 311 человек (русские — 84 %).
В 2007 году в посёлке Санаторий «Сосновый Бор» Полянского СП проживали 300 человек, в 2010 году — 306 человек.

## География
Посёлок расположен в южной части района к северу от автодороги 41К-089 (Рябово — Поляны) и к западу от автодороги 41К-083 (Молодёжное — Черкасово).
Расстояние до административного центра поселения — 9 км.
Расстояние до ближайшей железнодорожной станции Каннельярви — 18 км.
Посёлок находится на восточном берегу Краснофлотского озера.

## Демография
| 2007 | 2010 | 2017 | 2021 |
| ---- | ---- | ---- | ---- |
| 300  | ↗306 | ↗307 | ↘237 |

## Лечебная деятельность санатория
Оздоровлению больных способствуют климатогеографические особенности местности, известные к моменту создания санатория:
- отсутствие в воздухе продуктов гниения, объяснявшееся песчано-гранитными почвами;
- повышенная концентрация озона, присущая сосновому лесу и обилию гранита;
- близкое к норме содержание водных паров в воздухе, обеспечивающееся, с одной стороны, сухостью почвы, а с другой — близким расположением озера;
- отсутствие ветра и запылённости воздуха вследствие расположения санатория посреди леса[4].

Снижению обсеменённости воздуха помещений способствовали особенности строительства каждого корпуса (отделения) санатория:
- индивидуальные спальни (палаты) пациентов имели площадь более 3×2 сажени (≈ 6,3×4,2 м) при высоте 6 аршин (≈ 4,2 м)[4];
- в отделке не использовались обои и штукатурка; все стены были покрыты деревом, обработаны олифой и покрыты лаком[4].

Наряду с климатическими факторами в лечении больных использовались:
- в XIX веке — вдыхание горячего (нагретого до 180 °C) воздуха по Вейгерту; считалось, что таким образом достигается уничтожение возбудителя туберкулёза в лёгких[4];
- в конце XIX — начале XX веков — лечебный пневмоторакс; применён в санатории впервые в России Д. Д. Курдюмовым, одним из ассистентов И. Г. Габриловича[2].

| Главные врачи санатория | Главные врачи санатория        |
| Дата                    | Фамилия                        |
| ----------------------- | ------------------------------ |
| 1892—1917               | Иван Григорьевич Габрилович    |
| 1920—1939               | Роберт Эльмгрен                |
| 1944—?                  | Михаил Давидович Режинашвили   |
|                         | Леонид Васильевич Константинов |
| с 1986                  | Евгений Григорьевич Дзюба      |
| с 2021                  | Соколов Андрей Геннадьевич     |

## Храм святого благоверного великого князя Александра Невского
31 июля (12 августа) 1892 года была заложена деревянная, на гранитном цоколе, православная церковь, строительство которой (архитектор Е. Л. Лебурде) продолжалось 10 месяцев. Освящена 21 мая (2 июня) 1893 года во имя Святого Благоверного князя Александра Невского.

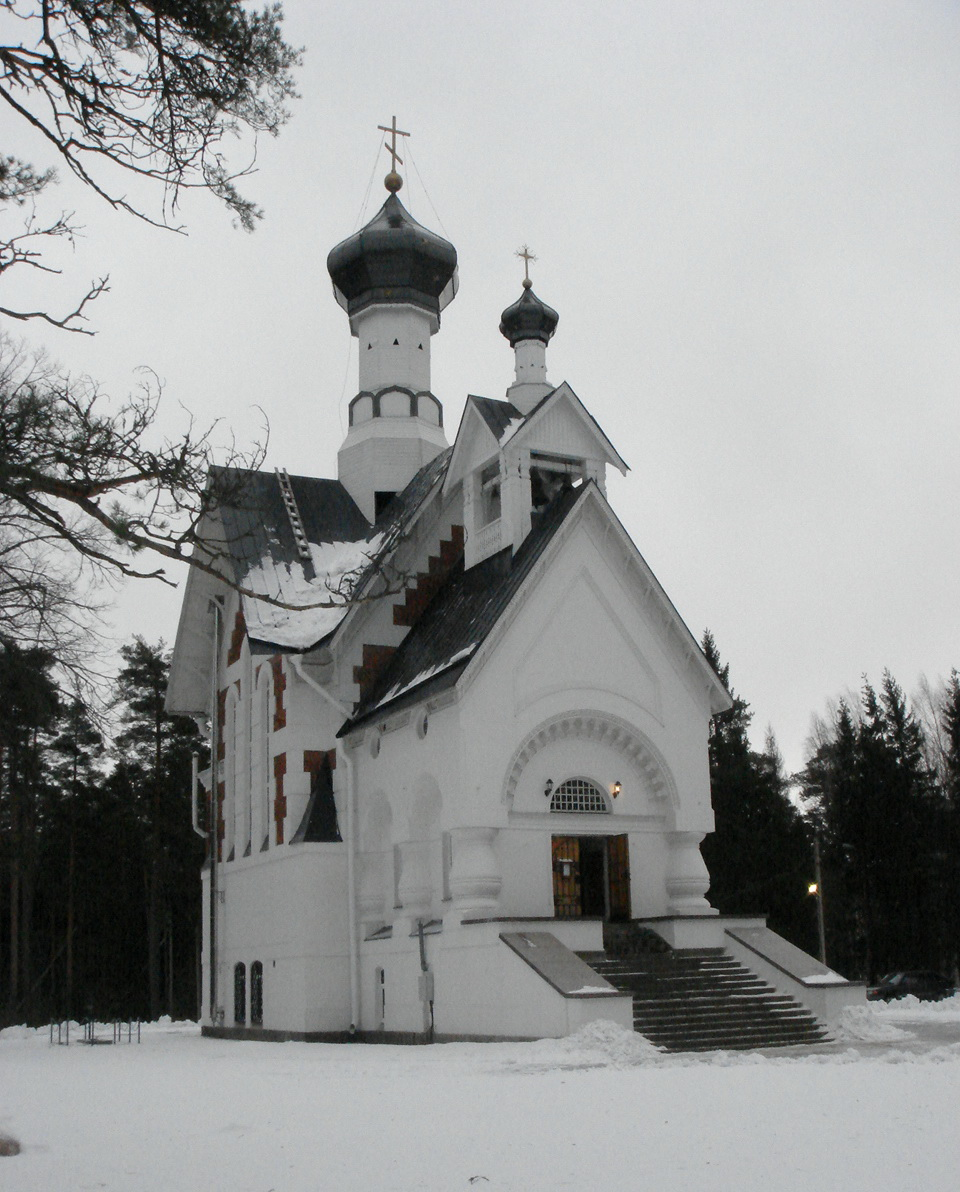
Храм святого благоверного великого князя Александра Невского (2008)

Здание церкви в форме креста (в плане) с пятигранным алтарём и папертью с крыльцом венчала острорёберная крыша и верхняя луковица. Обшитое лакированными досками, здание отапливалось четырьмя изразцовыми печами. Был устроен 2-ярусный иконостас из орехового дерева с образами Спасителя, Божией Матери и тезоименных, с Царскою Семьею, святых; за престолом — образ Воскресения Христа. Церковь украшали вышитый ковёр на солее и узорчатая покрышка на аналой — работа и дар семьи статс-секретаря К. К. Ренненкампфа, заведовавшего санаторием.
Церковь сгорела в 1905 году. Каменное здание церкви во имя Святого Благоверного князя Александра Невского было построено в 1905—1907 годы (архитекторы Ю. Ф. Бруни, А. Шульман).
В 1925 году церковь была перестроена в лютеранскую кирху.
Возвращена церкви в 1992 году. В 2006 году начаты реставрационные работы.
| Священники храма | Священники храма    |
| Дата             | Фамилия             |
| ---------------- | ------------------- |
| 1907—…           | А. И. Порожецкий    |
| …                | …                   |
| …—1995           | Викентий (Кузьмин)  |
| 1995—2009        | иерей Игорь Аладьин |

## Памятники
Воинское захоронение № 19 — братское кладбище советских воинов, погибших в годы Советско-финляндской и Великой Отечественной войн (с марта 1940 по август 1944). На мемориальных досках увековечены 23 человека.
Стела у входа в санаторий — в память о пребывании в санатории В. И. Ленина; сооружена летом 1970 года.

## Инфраструктура
Адреса в посёлке не имеют названий улиц; расположенные в нём дома (№ 1 — 20) обслуживает почтовое отделение посёлка Сосновый Бор (ул. Александра Невского, 19, почтовый индекс 188826).

## Комментарии
1. ↑  Бюст не сохранился, на пьедестале установлена гипсовая садовая ваза[2].
2. ↑  Постановление Совета Министров РСФСР № 1327 от 30.08.1960.
3. ↑  Территория санатория условно делилась на три части: Старая Халила (фин. Vanha Halila) — Николаевский корпус, Новая Халила (фин. Uusi Halila) — Александровский корпус и Малая Халила (фин. Pikku Halila) — Мариинский корпус[5].
4. ↑  Статья 30 была сформулирована в договоре стараниями Я. А. Берзина, входившего в состав правительственной делегации, подписавшей мирный договор[5].
5. ↑  По данным ОБД «Мемориал», в братской могиле захоронено 22 человека; по данным Выборского РВК — 24 человека[25].